# Pont Grand (Tournon)

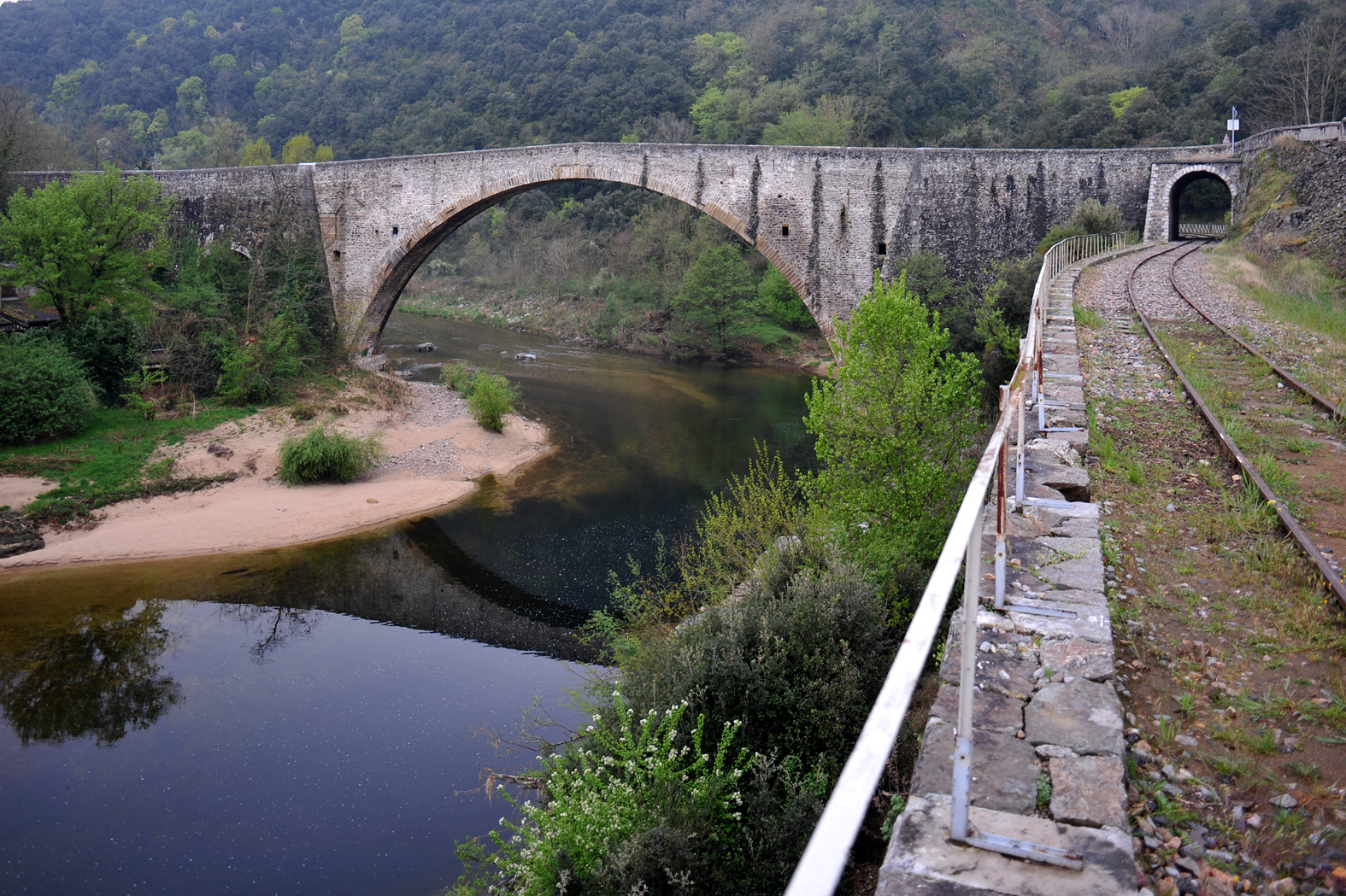
Pont Grand

Die Pont Grand (deutsch: Große Brücke) ist eine einbogige Steinbogenbrücke und steht im Süden Frankreichs.

## Lage und Umgebung
Die Pont Grand überspannt den Fluss Doux, vier Kilometer westlich von Tournon-sur-Rhône in der südfranzösischen Region Auvergne-Rhône-Alpes, Département Ardèche.

## Konstruktion und Daten
Die Pont Grand hat eine Spannweite von 49,20 m. Die Höhe der zur Mitte hin ansteigenden einbogigen Brücke erreicht im Scheitelpunkt 17,73 m.

## Geschichte des Bauwerks
Die Brücke wurde in den Jahren von 1379 bis 1583 erbaut. Die Pont Grand wurde am 3. Oktober 1954 als Monument historique in die staatliche Denkmalschutzliste Frankreichs aufgenommen.